# مغامرة ريجي قوس القزح

## نظرة عامة
مغامرة ريجي قوس القزح هو برنامج التغذية والنشاط البدني لمؤسسة الكلى الوطنية في ميشيغان (NFKM) الذي يستهدف الأطفال في بيئات رعاية الأطفال المبكرة في جميع أنحاء ولاية ميشيغان. يسافر ريجي، خارقة البروكلي، إلى جزر مختلفة تتوافق مع ألوان قوس قزح وتتعرف على أهمية تناول الفواكه والخضروات والنشاط البدني لتشجيع الأطفال على اتخاذ خيارات صحية.

## التاريخ
في عام 2006، طورت شبكة التوعية المركزية لمرض السكري في الشرق المركزي و NKFM النسخة الأولى من مغامرة ريجي قوس القزح، بعنوان «أكل قوس قزح». كان البرنامج بمثابة خطة درس مدتها ساعة واحدة للمشاركين في المعسكرات في يوم عطلة الربيع في عطلة الربيع الكبرى في عام 2006. وشارك أكثر من 200 طفل في برنامج 2006-2007.
في عام 2010، سجلت NKFM رسميًا العلامة التجارية لـمغامرة ريجي قوس القزح مع مكتب الولايات المتحدة للبراءات والعلامات التجارية، وفي عام 2012، كانت حقوق البرنامج محمية بحقوق الطبع والنشر رسميًا من قبل مكتب حقوق الطبع والنشر بالولايات المتحدة.
في عام 2011، تلقت NKFM منحة فرعية من صندوق الابتكار الاجتماعي (SIF) لمدة خمس سنوات من يونايتيد واي لجنوب شرق ميشيغان لتحسين استعداد الأطفال لرياض الأطفال. استفاد أكثر من 2000 طفل في فصول الأسبقية من البرنامج في سنواته الأولى.
في عام 2018، استأجر NKFM العمل المبكر لاستراتيجية تسويق وطنية تستهدف صناع القرار الرئيسيين وأصحاب المصلحة عبر طيف التعليم في مرحلة الطفولة المبكرة- البرامج التي تمولها الحكومة، والمناطق التعليمية، ومقدمو الخدمات الخاصة والداخلية.
اعتبارًا من عام 2019، نما البرنامج ليصل إلى 20000 شاب من ولاية ميشيغان سنويًا.

## البرنامج والأثر
تم تصميم وإنشاء مغامرة ريجي قوس القزح للأطفال الذين تتراوح أعمارهم بين عامين وخمسة أعوام. وهو عبارة عن برنامج من ثماني جلسات يجمع بين الفاكهة والخضروات الصحية بألوان قوس قزح للأطفال لتذوقها في «جزر» مختلفة. يشارك الأطفال في لقاء أصدقاء الفاكهة والخضروات مع ريجي ويرونه يكسب خطوطه القوية من خلال تناول الطعام الصحي والنشاط البدني. من خلال القصص التفاعلية والأنشطة الإبداعية وأخذ عينات من الفواكه والخضروات الجديدة وإحضار المعلومات الصحية إلى المنزل لمشاركتها مع عائلاتهم، يتم تمكين الأطفال من اتخاذ خيارات الحياة الصحية.
بينما يناقش المنهج بشكل أساسي التغذية، فإنه يعزز مبادئ الصحة البدنية وصحة الفم ومحو الأمية وتطوير اللغة والعلوم والفنون والمهارات الاجتماعية باستخدام الكتب التفاعلية التي طورتها NKFM. يتماشى البرنامج مع ميشيغان بداية رائعة للجودة، و MDE معايير الجودة للطفولة المبكرة، والجمعية الوطنية لتعليم متطلبات الأطفال الصغار، و Head Start تنمية الطفل وأطر التعلم المبكر.
منذ أن تم تقديم البرنامج في عام 2006، تم تنفيذه بنجاح من قبل أكثر من 600 منظمة، بما في ذلك رؤساء المدارس المحلية، والمدارس النهارية، والمدارس التمهيدية، والمكتبات.
في عام 2017، كجزء من SIF من خلال يونايتد واي لجنوب شرق ميشيغان، نشرت
NKFM مغامرة ريجي قوس القزح: مؤسسة الكلية الوطنية للتعليم في ميشيغان للوقاية من الأمراض في بيئة رعاية الأطفال المبكرة. كما تم منح NKFM منحة لمدة عامين من قبل صندوق الصحة ميشيغان. ستوفر منحة 2017 التغذية وأساليب الحياة الصحية الأموال لدعم برنامج PEACH (مشروع صحة الطفولة المبكرة).
بحلول عام 2018، شاركت 11 مدرسة حضانة جينيسي أو مراكز رعاية نهارية في مغامرة قوس قزح مع ريجي. منذ أن بدأ الأطفال في المقاطعة البرنامج، أبلغ أكثر من 93٪ من الآباء عن زيادة في قدرة أطفالهم على تحديد واستهلاك المزيد من الفواكه والخضروات، إلى جانب زيادة في النشاط البدني.

## روابط خارجية
- Regie's Rainbow Adventure Book
- National Kidney Foundation of Michigan
- Regie's Rainbow Adventure Video